# Expert shopping
Expertenshopping (engl., wörtl. „Experten-Einkaufsbummel“) bezeichnet die Auswahl von Experten, bei der das primäre Suchkriterium nicht die bestmögliche Expertise ist, sondern deren Bereitschaft, die vorgefasste Meinung des Suchenden zu bestätigen.
Diese Vorgehensweise wird in Nachrichtenmedien, Politik und in Gerichtsverfahren praktiziert.
Der Begriff stammt aus der Medienkritik und wird verwendet, um Verstöße gegen journalistische Standards zu beurteilen.

## Beispiele
Zu den Beispielen für Expertenshopping zählt das Verhalten des US-Fernsehsenders CBS, der die Authentizität eines Memos zur Karriere des späteren US-Präsidenten George W. Bush in der Nationalgarde so lange durch Experten untersuchen ließ, bis er eine positive Rückmeldung erhielt. Das Memo wurde später durch Blogger als simple Fälschung aus Microsoft Word entlarvt, CBS-Anchorman Dan Rathers Karriere nahm Schaden.
CBS entschuldigte sich später, die Memos benutzt zu haben:
„Based on what we now know, CBS News cannot prove that the documents are authentic, which is the only acceptable journalistic standard to justify using them in the report. We should not have used them. That was a mistake, which we deeply regret.“
„Auf dem basierend was wir heute wissen, kann CBS News nicht beweisen, dass die Dokumente authentisch sind, was der einzige akzeptable journalistische Standard ist, der es rechtfertigt, sie im Bericht zu verwenden. Wir hätten sie nicht benutzen sollen. Das war ein Fehler, den wir zutiefst bereuen.“